# 3월의 라이온
《3월의 라이온》(3月のライオン)은 우미노 치카가 그린 일본의 만화 작품이다. 쇼기를 주제로 한 작품이며, 쇼기 기사인 센자키 마나부가 감수를 맡았다. 〈영 애니멀〉(하쿠센샤)에서 2007년 제14호부터 연재 중이다. 원래 매호마다 연재하지만, 휴재가 잦기 때문에 실질적으로는 부정기 연재라 할 수 있다.
2015년 4월 24일에 발매된 영 애니멀 9호부터, 우미노 치카 원안 및 감수, 니시카와 히데아키의 집필에 따라 「3월의 라이온」의 스핀오프 《3월의 라이온 쇼와 이문 작열의 시대》(3月のライオン昭和異聞 灼熱の時代)가 개시되었다.
기전에 대하여, 작중에서는 모두 7개의 타이틀전이 존재하나, 명인전 이외에는 다른 가공의 명칭이 나온다.
2015년 9월에 TV 애니메이션화와 실사 영화화가 발표되었다. TV 애니메이션화는 2016년 10월부터 2017년 3월까지 제1기로 방영되었으며, 동년 10월부터 제2기로 방영될 예정이다. 영화는 2017년에 공개되었다.

## 서적 정보

### 단행본
단행본은 본편 외에 센자키 마나부의 장기에 관한 컬럼이 수록되어 있다.
- 우미노 치카 《3월의 라이온》 하쿠센샤〈제트 코믹스〉 11권 간행 (2015년 9월 기준)
  1. 2008년 2월 22일 발매, ISBN 978-4-592-14511-0
  2. 2008년 11월 28일 발매, ISBN 978-4-592-14512-7
  3. 2009년 8월 12일 발매, ISBN 978-4-592-14513-4
  4. 2010년 4월 9일 발매, ISBN 978-4-592-14514-1
  5. 2010년 11월 26일 발매, ISBN 978-4-592-14515-8
  6. 2011년 7월 22일 발매, ISBN 978-4-592-14516-5
  7. 2012년 3월 23일 발매, ISBN 978-4-592-14517-2
  8. 2012년 12월 14일 발매, ISBN 978-4-592-14518-9
    - 8권 수첩 부록 한정판 같은 날 발매, ISBN 978-4-592-14718-3

  9. 2013년 9월 27일 발매, ISBN 978-4-592-14519-6
    - 9권 외출 냐- 장기(おでかけニャーしょうぎ) 부록 한정판 같은 날 발매, ISBN 978-4-592-14719-0

  10. 2014년 11월 28일 발매, ISBN 978-4-592-14520-2
    - 10권 BUMP OF CHICKEN CD 부록 특장판 같은 날 발매, ISBN 978-4-592-14750-3 BUMP OF CHICKEN의 콜라보레이션 CD가 부속되어 있다.

  11. 2015년 9월 25일 발매, ISBN 978-4-592-14521-9
    - 11권 수첩&프릭션 볼펜 KNOCK(フリクションボールノック) 부록 한정판 같은 날 발매, ISBN 978-4-592-14777-0
- 니시카와 히데아키 《3월의 라이온 쇼와 이문 작열의 시대》 하쿠센샤 《제트 코믹스》 2권 간행 (2016년 3월 기준)
  1. 2015년 9월 26일 발매, ISBN 978-4-592-14511-0
  2. 2016년 3월 29일 발매, ISBN 978-4-592-14007-8

## TV 애니메이션
NHK 종합에서 2016년 9월부터 2017년 3월까지 제1기로 방영되었으며, 동년 10월부터 제2기로 방영될 예정이다.

### 스태프
- 원작 - 우미노 치카
- 감독 - 신보 아키유키
- 캐릭터 디자인 - 스기야마 노부히로
- 미술설정 - 나쿠라 야스히로
- 미술감독 - 타무라 세이키
- 음향감독 - 카메야마 토시키
- 음악 - 하시모토 유카리
- 애니메이션 제작 - 샤프트
- 제작 - 「3월의 라이온」 애니 제작위원회(「3月のライオン」アニメ製作委員会)

### 주제가
오프닝 테마 「앤서」(アンサー)
노래 - BUMP OF CHICKEN
엔딩 테마 「파이터」(ファイター)
작사・작곡 - 후지와라 모토오 / 편곡・노래 - BUMP OF CHICKEN

### 각화 리스트
| 화수  | 원어 부제                                                       | 번역 부제                                                    | 각본                     | 그림 콘티                    | 연출                         | 작화감독 | 총작화감독                                              | 엔드 카드                      | 방송일          |
| ----- | --------------------------------------------------------------- | ------------------------------------------------------------ | ------------------------ | ---------------------------- | ---------------------------- | --- | ------------------------------------------------------- | ------------------------------ | --------------- |
| 제1화 | 桐山 零河沿いの町で                                             | 키리야마 레이 강가의 마을에서                                | 키자와 유키토 (木澤行人) | 사사키 신사쿠 (笹木信作)     | 오카다 켄지로 (岡田堅二朗)   | 스미모토 에츠코(住本悦子) | 스기야마 노부히로 (杉山延寛) 시오츠키 카즈야 (潮月一也) | 미우라 켄타로 (三浦建太郎)     | 2016년 10월 8일 |
| 제2화 | あかり橋の向こう                                                | 아카리다리 너머                                              | 키자와 유키토 (木澤行人) | 이마이즈미 켄이치 (今泉賢一) | 요시자와 미도리 (吉澤翠)     | 스기토 사유리(杉藤さゆり) 노미치 카요(野道佳代) 시미즈 마사히로(清水勝祐)                                                     | 스기야마 노부히로 (杉山延寛) 시오츠키 카즈야 (潮月一也) | 콘도 아키                      | 10월 15일       |
| 제3화 | 晴信夜空のむこう                                                | 하루노부밤하늘 너머                                          | 키자와 유키토 (木澤行人) | 스즈키 토시마사 (鈴木利正)   | 키도코로 토시아키 (城所聖明) | 타카노 아키히사(高野晃久) 미야자키 히토시(宮崎仁志) 카오시마 쿠미코(河島久美子) 후지모토 마유(藤本真由) 사토 코이치(佐藤浩一) | 스기야마 노부히로 (杉山延寛) 시오츠키 카즈야 (潮月一也) | 노죠 쥰이치 (能條純一)         | 10월 22일       |
| 제4화 | ひなブイエス                                                    | 히나브이에스                                                 | 키자와 유키토 (木澤行人) | 오오이시 미에 (大石美絵)     | 이타무라 토모유키 (板村智幸) | 아오키 카즈노리(青木一紀) | 스기야마 노부히로 (杉山延寛) 시오츠키 카즈야 (潮月一也) | 히카와 헤키루 (氷川へきる)     | 10월 29일       |
| 제5화 | 契約カッコーの巣の上で                                          | 계약뻐꾸기 둥지 위에서                                       | 키자와 유키토 (木澤行人) | 카와바타 타카시(川畑喬)      | 카와바타 타카시(川畑喬)      | 니시자와 신야(西澤真也) 요코타 타쿠미(横田拓己) 노미치 카요 스기노 사유리(杉野さゆり) 야노 아카네(矢野茜)                     | 스기야마 노부히로 (杉山延寛) 시오츠키 카즈야 (潮月一也) | 히구치 유우코                  | 11월 5일        |
| 제6화 | 神さまの子供（その①）神さまの子供（その②）神さまの子供（その③） | 하느님의 아이 (그 ①)하느님의 아이 (그 ②)하느님의 아이 (그 ③) | 키자와 유키토 (木澤行人) | 카즈이 히로코 (数井浩子)     | 토야마 소우 (外山草)         | 시미즈 켄이치(清水健一) 시미즈 마사히로                                                                                       | 스기야마 노부히로 (杉山延寛) 시오츠키 카즈야 (潮月一也) | 시바타 요쿠사루 (柴田ヨクサル) | 11월 13일       |

## 영화
동명의 타이틀로 제작되는 실사 영화 작품이 전후 2부작으로 2017년 3월 18일에 전편, 동년 4월 22일에 후편에 공개되었다. 감독은 오오토모 케이시, 주연은 카미키 류노스케.

### 스태프 (영화)
- 원작 - 우미노 치카 「3월의 라이온」
- 감독 - 오오토모 케이시
- 배급 - 도호, 아스믹 에이스
- 제작 프로덕션 - 아스믹 에이스, ROBOT
- 제작 - 영화 「3월의 라이온」 제작위원회